# Sparrenpfettenanker

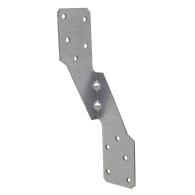
Sparrenpfettenanker

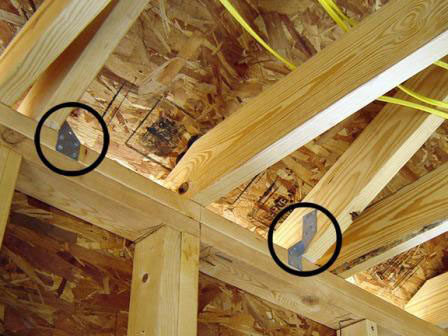
Einbausituation

Ein Sparrenpfettenanker oder Sparrenpfettenverbinder ist ein Winkelverbinder in der Dachkonstruktion, der zwei Trägerelemente (einen Sparren und eine Pfette), die senkrecht übereinander liegen, miteinander verbindet. Typischerweise ist er aus Metall und als winkelige Lochplatte ausgeführt, die jeweils einseitig an Sparren und Pfette mit Ankernägeln befestigt wird. Es gibt aber auch hölzerne Sparrenpfettenanker.
Die metallenen Varianten bestehen im Grundprinzip aus zwei kongruenten, miteinander verbundenen Flächen, die längsverschoben und um 90° abgewinkelt zueinander positioniert sind. Der Anker wird in einer der vier von Sparren und Pfette gebildeten Winkel seitlich an beiden Trägern befestigt. Der mittlere Teil des Verbinders liegt dabei nicht an den Trägern an, sondern verläuft frei „in der Luft“ und ist somit überstehend. Bei den auf dem Markt erhältlichen Varianten wird häufig versucht, durch Anpassungen in der Bauweise den überstehenden Teil zu minimieren.
Es gibt diverse weitere Ausführungen für spezielle Zwecke; z. B. solche, die zweiseitig befestigt werden, oder solche, die weitestgehend dem klassischen 90°-Winkelverbinder für Bücherregale entsprechen. Der 90°-Winkel des Ankers bedeutet auch nicht zwingend, dass alle Winkel zwischen den Trägern 90° betragen müssen. Es bleiben noch zwei Rotationsfreiheitsgrade übrig und in der Tat werden regelmäßig Träger so durch Sparrenpfettenanker verbunden, dass ein Träger schräg auf der Kante des anderen aufliegt.